# (4577) Chikako
(4577) Chikako es un asteroide perteneciente al cinturón de asteroides, descubierto el 30 de noviembre de 1988 por Yoshio Kushida y el también astrónomo Masaru Inoue desde el Yatsugatake-Kobuchizawa Observatory, Japón.

## Designación y nombre
Designado provisionalmente como 1988 WG. Fue nombrado Chikako en homenaje "Chikako Mihashi" que durante muchos años trabajó promocionando la educación astronómica en Japón. Su apoyo contribuyó en gran medida a la construcción del "Astro Village" en el Observatorio Yatsugatake Base Sur. la finalidad del "Astro Village" fue la promoción de conocimientos astronómicos para niños.

## Características orbitales
Chikako está situado a una distancia media del Sol de 2,620 ua, pudiendo alejarse hasta 3,384 ua y acercarse hasta 1,856 ua. Su excentricidad es 0,291 y la inclinación orbital 9,391 grados. Emplea 1549 días en completar una órbita alrededor del Sol.

## Características físicas
La magnitud absoluta de Chikako es 12,3. Tiene 11,27 km de diámetro y su albedo se estima en 0,224.